# حشيشة المبارك
حشيشة المبارك أو الجيوم  (الاسم العلمي: Geum) هي جنس من النباتات تتبع الفصيلة الوردية من رتبة الورديات. الاسم علمي هو الاسم اللاتيني لهذا النبات. وصف هذا الجنس كارولوس لينيوس (L.) في عام 1753. يضم هذا الجنس 35 نوعاً مؤكداً من النبات. النوع النموذجي هو حَشِيشَة المُبَارَك المَدِينِيّة. هي من النباتات المعمرة العشبية وتنتشر على نطاق واسع في جميع أنحاء أوروبا وآسيا وأمريكا الشمالية والجنوبية وأفريقيا ونيوزيلندا. ترتبط ارتباطا وثيقا بأجناس عشبة القوى والشليك.

## من أنواعهاالواطنةفيالوطن العربي
- حشيشة المبارك متباينة الثمار (الاسم العلمي: Geum heterocarpus) في بلاد الشام والمغرب العربي وقبرص وتركيا وبعض مناطق جنوب أوروبا
- حشيشة المبارك المدينية (الاسم العلمي: Geum urbanum) في بلاد الشام والمغرب العربي وتركيا وكل مناطق أوروبا